# Carcellia intermedia
Carcellia intermedia är en tvåvingeart som först beskrevs av Herting 1960.  Carcellia intermedia ingår i släktet Carcellia och familjen parasitflugor. Inga underarter finns listade i Catalogue of Life.